# Coenagrionoidea
Coenagrionoidea – nadrodzina ważek z podrzędu równoskrzydłych (Zygoptera).
Należą tu rodziny:
- Isostictidae
- Platycnemididae – pióronogowate
- Coenagrionidae – łątkowate

W starszym ujęciu systematycznym zaliczano tu także:
- Platystictidae – takson wydzielony do własnej nadrodziny Platystictoidea[2][1]
- Protoneuridae – takson włączony do rodzin Coenagrionidae i Platycnemididae[2][1]
- Pseudostigmatidae – takson włączony do rodziny Coenagrionidae[2][1]